# Diáspora africana

Diáspora africana en el mundo
África
+ 10,000,000
+ 1,000,000
+ 100,000
+ 10,000

La diáspora africana presenta a una multitud de comunidades de ascendencia africana por todo el mundo, especialmente en el continente americano. El término se refiere comúnmente a los descendientes de personas provenientes del África negra, las cuales fueron esclavizadas en origen y llevadas en barcos por medio del comercio atlántico de esclavos entre los siglos XVI y XIX. Las comunidades más grandes se encuentran en Estados Unidos, Brasil y Haití. Se estima que unos 12 millones de personas fueron víctimas de esta migración forzada.
El término también puede referirse a los descendientes de africanos del norte que inmigraron a otros países del mundo.
En un sentido amplio, el término también se aplica a las recientes migraciones de africanos en general. La Unión Africana define la diáspora africana como el conjunto de personas de origen nativo africano que viven fuera del continente, independientemente de su nacionalidad o cuidadanía, y que contribuyen al desarrollo de África y de la Unión Africana. 
La población subsahariana que vive en África es de, al menos, 800 millones de personas, y en el Hemisferio Occidental, alrededor de 140, siendo el 14% de la población mundial.

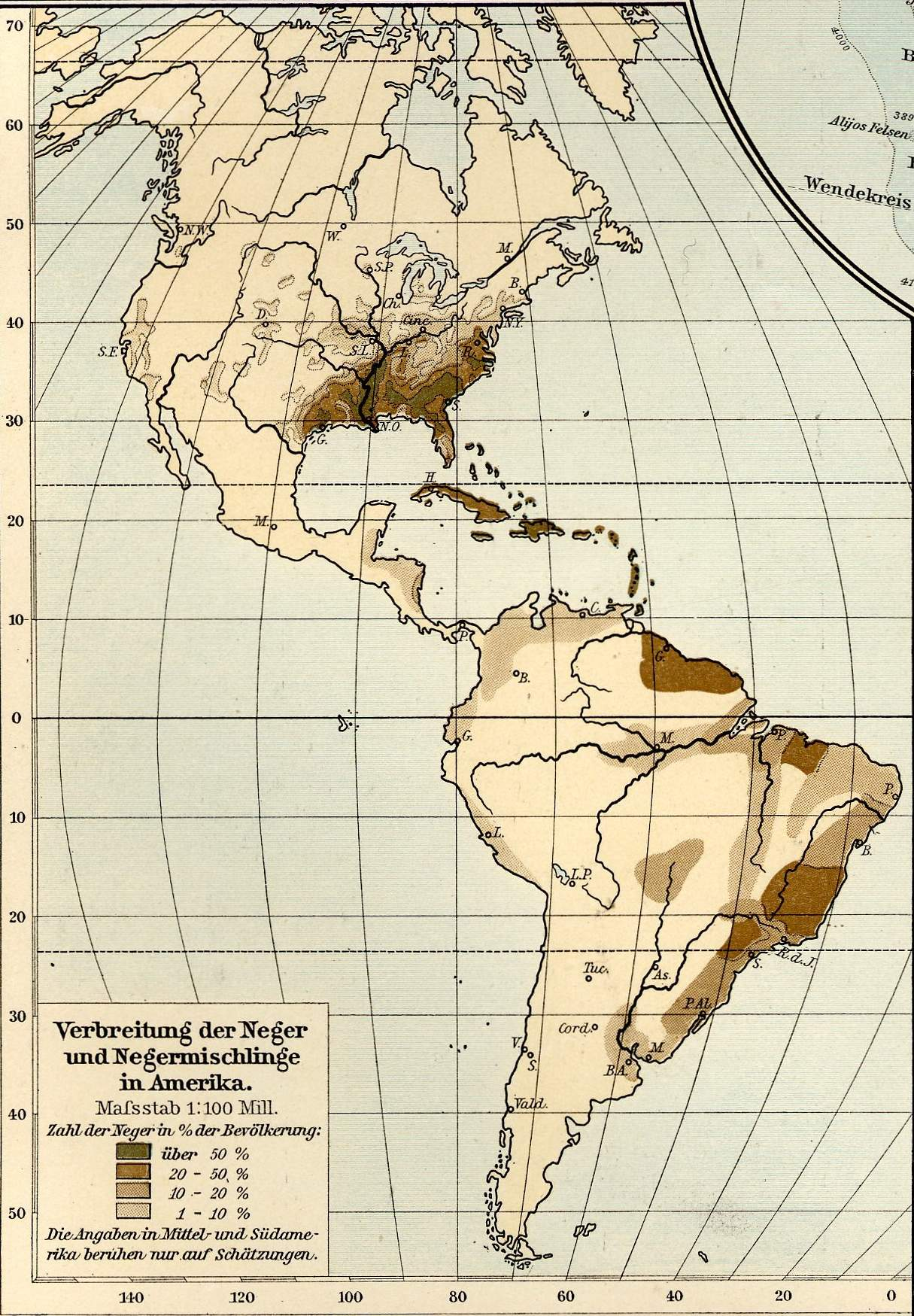
Mapa de la población africana en América en 1901. A principios del siglo XVI, llegaron a América los primeros esclavos africanos, transportados por portugueses y españoles, en lo que se denominaría el Comercio atlántico de esclavos. De los 12,5 millones de africanos que llegaron a América entre 1525 y 1866, la mayoría se asentó en la Costa Este de los Estados Unidos, las islas del Caribe y en las costas de Brasil. En la regiones caribeñas de Colombia y Venezuela, así como en la zona norte de Uruguay, fue otro punto de entrada de esclavos africanos. En las costas del pacifico, la ruta de los esclavos era entre el Istmo de Panamá y el Virreinato del Perú, por lo que varios esclavos africanos se fueron asentado en las costas sudamericanas de la Región del Pacífico de Colombia, el extremo noroeste de Ecuador y en Perú, en especial Lima, vía el puerto del Callao.

## Población estimada y distribución

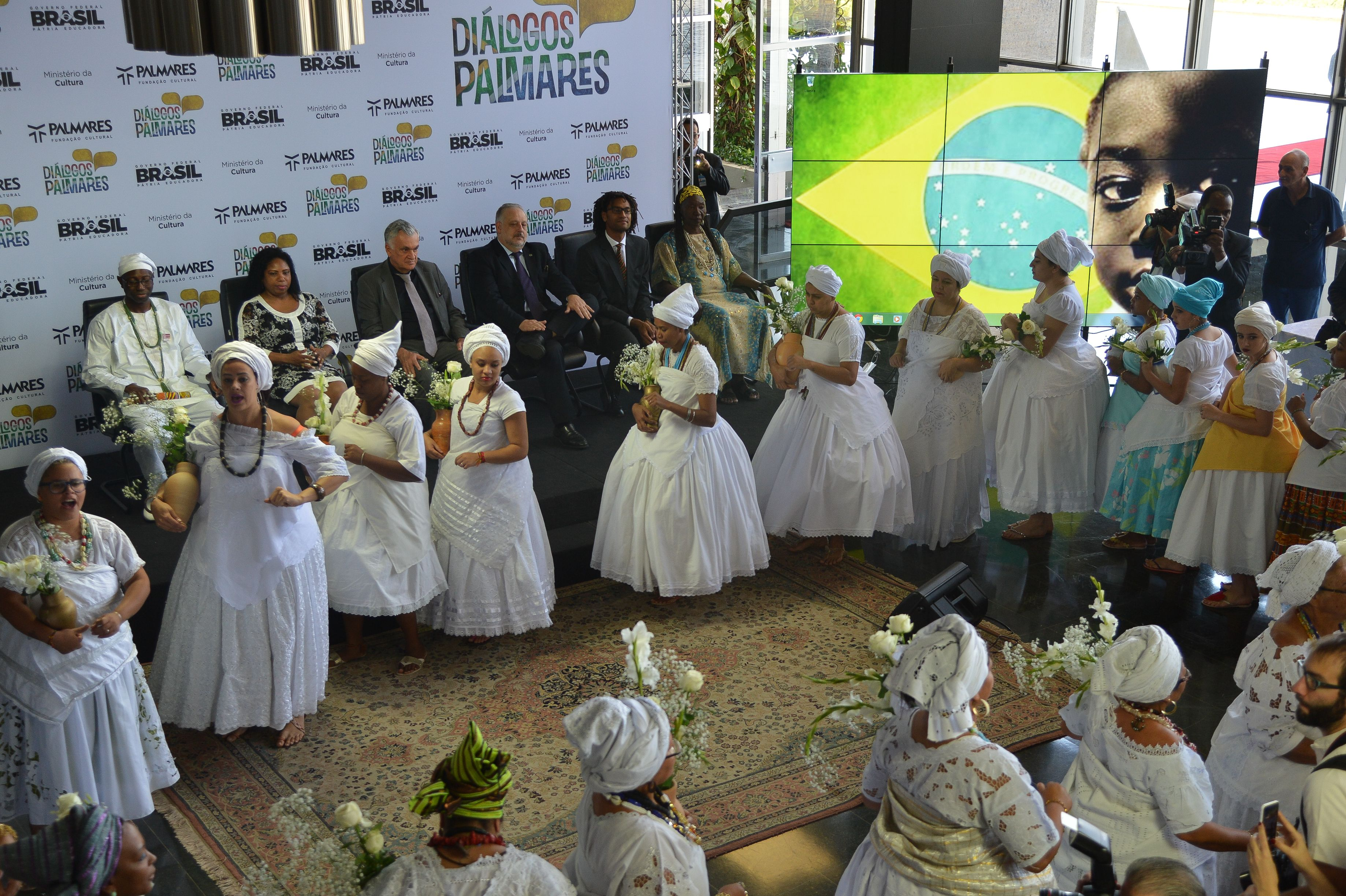
Brasil es el país iberoamericano con más población negra fuera de áfrica.

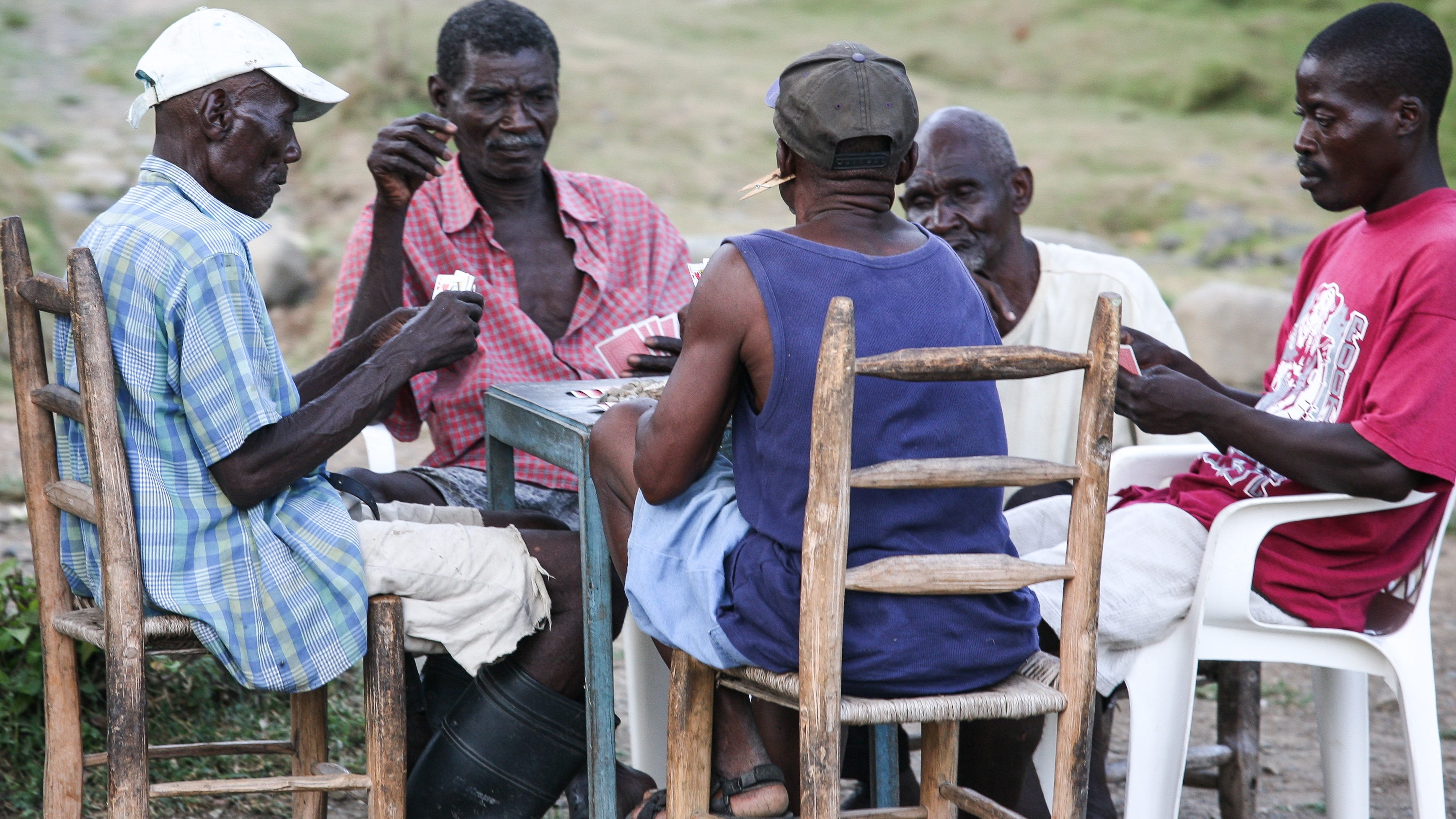
Haití tiene la población afrocaribeña más grande (casi 11 millones) y también tiene el porcentaje más alto de su población descendiente de la diáspora africana (95%).

| Continente o región          | Población del país | Afrodescendientes                  | Población negra y mestiza |
| Caribe                       | 39,148,117         | 73.2%                              | 22,715,518                |
| ---------------------------- | ------------------ | ---------------------------------- | ------------------------- |
| República Dominicana         | 10,075,045         | 49%                                | 1,704,000                 |
| Haití                        | 8,924,553          | 90%                                | 8,000,439                 |
| Cuba                         | 11,451,652         | 34.9%                              | 3,999,626                 |
| Jamaica                      | 2,804,332          | 76.3%                              | 2,131,419                 |
| Trinidad y Tobago            | 1,047,366          | 58.0%                              | 607,472                   |
| Puerto Rico                  | 3,958,128          | 11.3%                              | 447,268*                  |
| Barbados                     | 281,968            | 80.0%                              | 253,771                   |
| Bahamas                      | 307,451            | 85.0%                              | 209,000                   |
| Antillas Neerlandesas        | 225,370            | 85.0%                              | 191,564                   |
| Santa Lucía                  | 172,884            | 82.5%                              | 142,629                   |
| Granada                      | 110,000            | 91.0%                              | 101,309                   |
| San Vicente y las Granadinas | 118,432            | 85.0%                              | 100,667                   |
| Islas Vírgenes               | 108,210            | 79.7%                              | 86,243                    |
| Antigua y Barbuda            | 78,000             | 94.9%                              | 63,000                    |
| Bermudas                     | 66,536             | 61.2%                              | 40,720                    |
| San Cristóbal y Nieves       | 39,619             | 98.0%                              | 38,827                    |
| Islas Caimán                 | 47,863             | 60.0%                              | 28,717                    |
| Islas Vírgenes Británicas    | 24,004             | 83.0%                              | 19,923                    |
| Islas Turcas y Caicos        | 26,000             | > 90.0%                            | 18,000                    |
| América del Sur              | 414,823,125        | 15%                                | 36,923,911                |
| Guayana Francesa             | 199,509            | 66.0%                              | 131,676                   |
| Surinam                      | 475,996            | 47.0%                              | 223,718                   |
| Guyana                       | 770,794            | 36.0%                              | 277,486                   |
| Brasil                       | 217,240,061        | 13.2%                              | 28,584,219                |
| Colombia                     | 46,913,674         | 10.6%                              | 4,944,400                 |
| Uruguay                      | 3,477,778          | 10.6%                              | 315,199                   |
| Ecuador                      | 16,938,986         | 4.8%                               | 814,468                   |
| Venezuela                    | 26,414,815         | 4.1%                               | 1,087,427                 |
| Perú                         | 29,180,899         | 1.5%                               | 437,318                   |
| Bolivia                      | 9,247,816          | 1.1%                               | 108,000                   |
| Chile                        | 16,454,143         | < 0.1%                             | 0*                        |
| Paraguay                     | 6,831,306          | < 0.1%                             | 0*                        |
| Argentina                    | 40,677,348         | < 0.1%                             | 0*                        |
| América del Norte            | 481,527,698        | 8.4%                               | 40,897,009                |
| Estados Unidos               | 298,444,215        | 12.9%                              | 38,499,304                |
| Canadá                       | 33,098,932         | 2.7%                               | 783,796                   |
| Nicaragua                    | 5,785,846          | 9.0%                               | 520,726                   |
| Panamá                       | 3,292,693          | 14.0%                              | 460,977                   |
| Honduras                     | 7,639,327          | 2.0%                               | 152,787                   |
| Costa Rica                   | 4,195,914          | 3.0%                               | 125,877                   |
| México                       | 118,395,054        | < 0.1%                             | 103,000                   |
| Guatemala                    | 13,002,206         | < 1.0%                             | 100,000                   |
| Belice                       | 301,271            | 31.0%                              | 93,395                    |
| El Salvador                  | 7,066,403          | 0.1%-0.3%                          | 10,000-21,0000            |
| Europa                       | 738,856,463.00     | 1.2%                               | 9,301,000                 |
| Francia                      | 68,035,000         | 10% (inc. territorios de ultramar) | 6,000,000-8,000,000       |
| Reino Unido                  | 67,000,000         | 3.3% (inc. parcial)                | 3,000,000                 |
| España                       | 47,615,033         | 2.5%                               | 1,206,701                 |
| Países Bajos                 | 16,491,461         | 3.1%                               | 507,000                   |
| Alemania                     | 82,000,000         | 0.6%                               | 500,000                   |
| Italia                       | 60,020,805         | 0.5%                               | 337,000                   |
| Portugal                     | 10,605,870         | 2.0%                               | 201,200                   |
| Rusia                        | 141,594,000        | 0.2%                               | 100,000                   |
| Suecia                       | 9,263,872          | 0.8%                               | > 70,000                  |
| Noruega                      | 4,858,199          | 1.4%                               | 67,000                    |
| Bélgica                      | 10,666,866         | 0.4%                               | 45,001                    |
| Irlanda                      | 4,339,000          | 1.1%                               | 45,000                    |
| Suiza                        | 7,790,000          | 0.5%                               | > 40,000                  |
| Finlandia                    | 5,340,783          | <1%                                | 20,000                    |
| Hungría                      | 10,198,325         | 0.0%                               | 321                       |
| Austria                      | 9,027,999          | <1%                                | 40,000                    |
| Polonia                      | 38,082,000         | <1%                                | 5,700                     |
| Asia                         | 3,879,000,000      | 0.0%                               | ?                         |
| Israel                       | 7,411,000          | 2.8%                               | 200,000                   |
| India                        | 1,132,446,000      | 0.0%                               | 40,000                    |
| Pakistán                     | 207,774,540        | 0.0%                               | 10,000                    |
| Japón                        | 127,756,815        | 0.0%                               | < 10,000                  |
| China                        | 1,321,851,888      | 0.0%                               | > 8,000                   |
| Turquía                      | 73,914,000         | ?%                                 | ? Sin fuentes             |
| Oceanía                      |                    |                                    |                           |
| Australia                    | 21,000,000         | ?%                                 | ?                         |

## Top 10 de poblaciones de la diáspora africana
| Posición | País                 | Población  |
| -------- | -------------------- | ---------- |
| 1/2      | Estados Unidos       | 43,499,305 |
| 1/2      | Brasil               | 21,526,560 |
| 3        | Colombia             | 12,967,500 |
| 4        | Haití                | 8,701,439  |
| 5        | Francia              | 8,000,000  |
| 6        | República Dominicana | 7,936,772  |
| 7        | Jamaica              | 2,731,419  |
| 8        | Reino Unido          | 2,080,000  |
| 9        | España               | 1,206,701  |
| 10       | Cuba                 | 1,126,894  |